# Bangui
Pour les articles homonymes, voir Bangui (homonymie).
Bangui est la capitale politique et la plus grande ville de la République centrafricaine. La population de l'agglomération est estimée à environ 1 145 280 habitants, soit le quart de celle du pays, elle s'étend sur les communes limitrophes de Bégoua au nord, Bimbo à l'ouest et Zongo sur la rive sud de l'Oubangui en République démocratique du Congo.

## Géographie

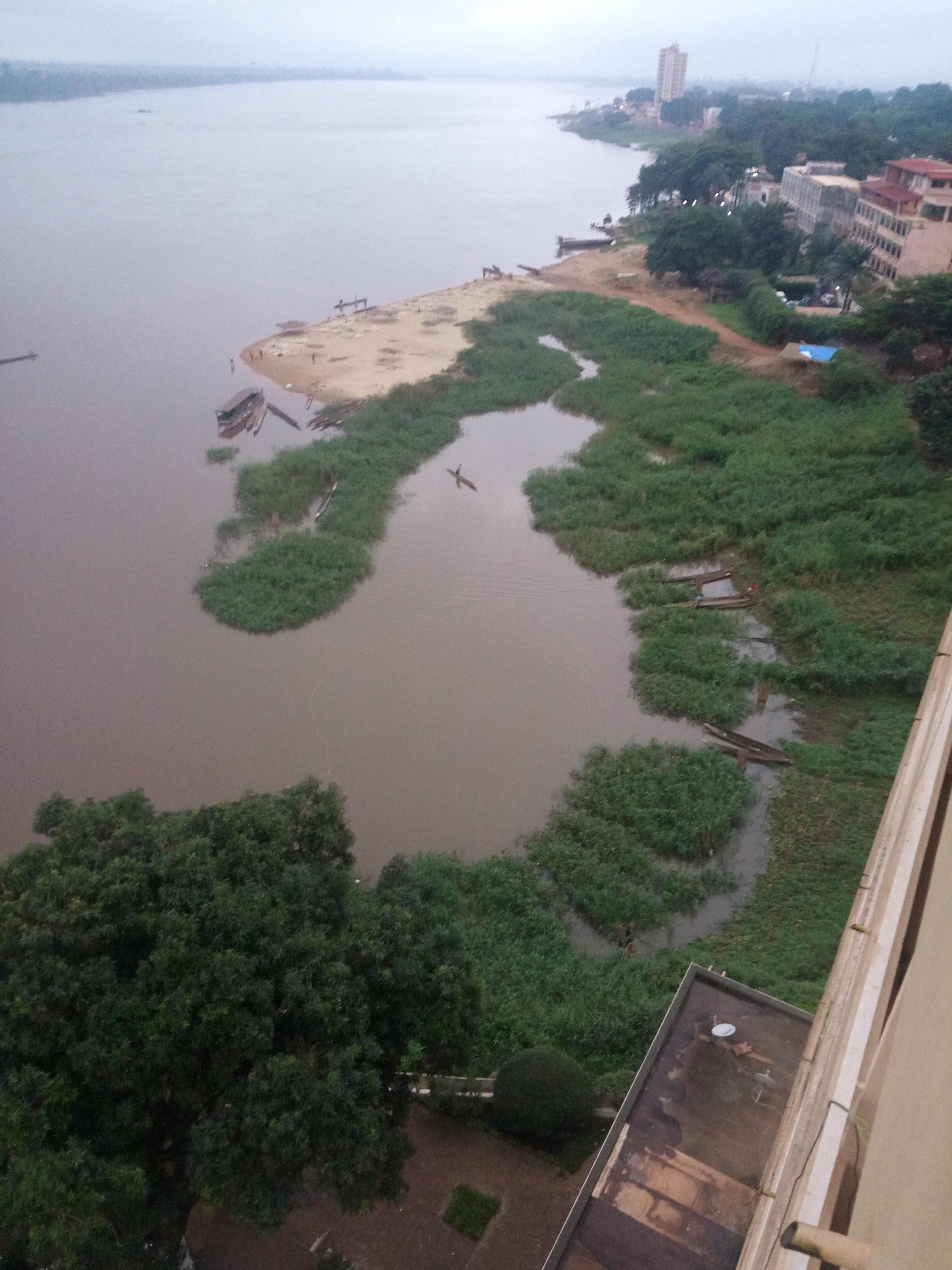
Fleuve Oubangui à Bangui

La ville se situe sur la rive droite de l'Oubangui, qui marque la frontière entre le Centrafrique et la RDC, en face de la ville congolaise de Zongo qui se situe directement sur la rive opposée du fleuve. Les rapides de l'Oubangui, juste en amont de la ville, limitent le transport fluvial des produits commerciaux, ils constituent historiquement un point de rupture de charge pour la navigation à vapeur. La majeure partie de la ville s'étend sur une plaine marécageuse à l'ouest des collines de Gbazabangui qui coupent la localité selon un axe nord-sud. À l'est, sont situés le couloir de Ndrès et les collines de Kassaï.

### Climat
Bangui a un climat tropical de savane avec hiver sec (Aw d'après la classification de Köppen). La température moyenne annuelle est de 25,9 °C et la moyenne annuelle de précipitations atteint 1 525 mm, la saison sèche est limitée aux trois mois d'hiver de décembre à février, la période de plus forte pluviosité dure de mai à octobre, la moyenne des précipitations est alors au-dessus de 145 mm mensuels.
La ville est bordée d’épaisses forêts tropicales humides le long des rives de la rivière. Plusieurs de ses quartiers se trouvent dans des zones basses sujettes à des inondations récurrentes.

## Histoire
La ville a été fondée le 26 juin 1889 par Michel Dolisie dans la colonie française du Haut-Oubangui. Elle devient le chef-lieu de l'Oubangui-Chari, subdivision de l'Afrique-Équatoriale française à partir de 1910.
Nommée ainsi par le nom de ces rapides, sur l’un des fleuves les plus importants du continent africain, la ville a grandi grâce à la proximité d'un poste militaire français situé sur le fleuve Oubangui. Bangui servait de centre d'administration à l'époque coloniale et continue toujours d'être le centre administratif de la République centrafricaine. La garnison de Bangui se rallie à la France libre en 1940 sous l’action Nadjirom Mouniro, adjudant tirailleur sénégalais.
En mars 1981 ont eu lieu à Bangui les premières élections présidentielles pluralistes à la suite de l'Opération Caban menée par les Français, qui avait déposé l'empereur Bokassa Ier, le remplaçant par son cousin et prédécesseur David Dacko. Les résultats de ces élections, contestées par ses opposants, ont paralysé la ville de Bangui, conduisant le président à déclarer l’état de siège.
Le 1er septembre 1981, le chef d’état-major de l’armée, le général d’armée André Kolingba s’empare du pouvoir de l’État, suspend la constitution et met en place le « Comité Militaire de Redressement National » (CMRN), censé restaurer le pouvoir de l’État, mais instaure de fait une dictature militaire.
À la suite du discours de La Baule prononcé le 20 juin 1990 par le président français François Mitterrand au sommet France-Afrique se tenant dans cette ville, et appelant les États africains à s’ouvrir au pluralisme démocratique, des élections présidentielles furent organisées en 1992 puis annulées. Une transition politique maintenant le président Kolingba au pouvoir avec un premier ministre issu de l’opposition géra Les affaires courantes jusqu’à aux élections de septembre 1993 qui virent l’élection d’Ange-Félix Patassé, ancien premier ministre de l’ex-empereur Bokassa et opposant historique, président du Mouvement de Libération du Peuple Centrafricain (MLPC), parti d’opposition longtemps interdit.
En mai 1996, environ 200 soldats de la république centrafricaine se sont mutinés dans la ville de Bangui, exigeant des arriérés de salaires et la démission d'Ange-Félix Patassé.  À la suite de cela, des troupes françaises stationnées dans le pays ont réprimé la rébellion et Restauré le pouvoir du président Patassé.
Une deuxième mutinerie militaire a éclaté peu de temps après, conduisant le président Patassé à annoncer un gouvernement d'union nationale, en nommant le professeur Jean-Paul Ngoupandé, précédemment ambassadeur de la RCA en France, au poste de premier ministre le 6 juin 1996.
En mars 2003, le général François Bozizé, ancien chef d’état-major et beau-frère du président, a pris le pouvoir par un coup d'État mettant fin à la présidence de Patassé. La situation dans la ville, parfois surnommée « République de Bangui » s'est depuis améliorée.
Début 2013, lors de la prise de pouvoir par Michel Djotodia, les troupes de la Seleka entrent dans Bangui le 23 mars 2013, les affrontements font plusieurs dizaines de morts entre les troupes de sécurité sud-africaines et les miliciens. Alors que le pays s'enfonce peu à peu en 2013 dans des violences communautaires, des miliciens anti-balaka entrent dans Bangui, démarrant la bataille de Bangui. Les affrontements et représailles pendant tout le mois de décembre font plusieurs centaines de morts alors que les troupes françaises et de la MISCA tentent de ramener le calme.
De mai 2013 à janvier 2014, le maire est Catherine Samba-Panza, devenue chef de l'État de transition.

## Démographie
Depuis 1975, l'évolution démographique de Bangui a été :
| 1975    | 1988    | 1994    | 2001    |
| ------- | ------- | ------- | ------- |
| 279 800 | 427 435 | 524 000 | 652 000 |

| 2015      | 2021      | - | - |
| --------- | --------- | - | - |
| 1 145 280 | 1 425 276 | - | - |

| Évolution démographique de Bangui |           |
| \| 1975 \| 279 800 \| \| 1988 \| 427 435 \| \| 1994 \| 524 000 \| \| 2001 \| 652 000 \| \| 2015 \| 1 145 280 \| \| 2021 \| 1 425 276 \| |           |
| 1975 | 279 800   |
| 1988 | 427 435   |
| 1994 | 524 000   |
| 2001 | 652 000   |
| 2015 | 1 145 280 |
| 2021 | 1 425 276 |

## Administration
Bangui est une commune autonome, qui n'appartient à aucune des 16 préfectures ou préfectures économiques.
En 2020, Bangui est divisée administrativement en huit arrondissements,, 16 groupements et 205 quartiers, En 2021, l'ICASEES estime la population du Grand Bangui, qui constitue la Région 7 et englobe Bégoua et Bimbo, à 1 425 276 habitants,.
| Arr. N°              | Traduction (en sango)                                                                                        | Quartiers (nbre) | Surface (ha) | Population (2021) | Coordonnées                 | Carte                                                                                                |
| -------------------- | --- | ---------------- | ------------ | ----------------- | --------------------------- | --- |
| 1er                  | Gba-vaka Oko                                                                                                 | 15               | 808          | 7 741             | 4° 21′ 45″ N, 18° 34′ 58″ E | Les coordonnées de cet article : sur OpenStreetMap sur Bing Cartes au format KML sur Mapy en tchèque |
| 2e                   | Gba-vaka Usé                                                                                                 | 26               | 548          | 66 267            | 4° 22′ 06″ N, 18° 33′ 34″ E | Les coordonnées de cet article : sur OpenStreetMap sur Bing Cartes au format KML sur Mapy en tchèque |
| 3e                   | Gba-vaka Ota                                                                                                 | 29               | 510          | 79 749            | 4° 22′ 30″ N, 18° 32′ 37″ E | Les coordonnées de cet article : sur OpenStreetMap sur Bing Cartes au format KML sur Mapy en tchèque |
| 4e                   | Gba-vaka Usiô                                                                                                | 30               | 1 110        | 162 422           | 4° 24′ 14″ N, 18° 33′ 53″ E | Les coordonnées de cet article : sur OpenStreetMap sur Bing Cartes au format KML sur Mapy en tchèque |
| 5e                   | Gba-vaka Oku                                                                                                 | 27               | 640          | 154 000           | 4° 23′ 32″ N, 18° 32′ 53″ E | Les coordonnées de cet article : sur OpenStreetMap sur Bing Cartes au format KML sur Mapy en tchèque |
| 6e                   | Gba-vaka Ômènè                                                                                               | 22               | 670          | 120 983           | 4° 32′ 31″ N, 18° 32′ 35″ E | Les coordonnées de cet article : sur OpenStreetMap sur Bing Cartes au format KML sur Mapy en tchèque |
| 7e                   | Gba-vaka Mbassa-mbala                                                                                        | 38               | 1 792        | 98 942            | 4° 22′ 32″ N, 18° 36′ 12″ E | Les coordonnées de cet article : sur OpenStreetMap sur Bing Cartes au format KML sur Mapy en tchèque |
| 8e                   | Gba-vaka Miombé                                                                                              | 18               | 622          | 122 303           | 4° 24′ 38″ N, 18° 32′ 19″ E | Les coordonnées de cet article : sur OpenStreetMap sur Bing Cartes au format KML sur Mapy en tchèque |
| Bimbo                | |                  |              | 348 802           | 4° 15′ 21″ N, 18° 24′ 15″ E | Les coordonnées de cet article : sur OpenStreetMap sur Bing Cartes au format KML sur Mapy en tchèque |
| Bégoua               | |                  |              | 264 067           | 4° 27′ 00″ N, 18° 32′ 00″ E | Les coordonnées de cet article : sur OpenStreetMap sur Bing Cartes au format KML sur Mapy en tchèque |
| Grand Bangui         | Grand Bangui                                                                                                 |                  |              | 1 425 276         |                             | |
| wikilien alternatif2 | Les coordonnées de cet article : - sur OpenStreetMap - sur Bing Cartes - au format KML - sur Mapy en tchèque |                  |              |                   |                             | |

### Liste des maires
La localité de Bangui fondée en 1889, est érigée en commune mixte à partir de 1912. Depuis le 6 mai 2016, Émile Gros Raymond Nakombo, est nommé Président de la délégation spéciale de la ville, autrement dit : maire de Bangui, par le Président de la république.

### Police et gendarmerie
Les forces de sécurité, premiers maillons de la chaîne pénale opérationnelle de la capitale centrafricaine sont composées de trois brigades de gendarmerie et de huit commissariats de police. L'école de gendarmerie nationale se trouve dans le quartier de Kolongo dans le 6e arrondissement au sud de la ville. L'école nationale de police est située à PK10 à la sortie nord de Bangui.

### Instances judiciaires
La ville est le siège de la cour d'appel de Bangui, d'un tribunal de grande instance, d'un tribunal du travail, d'un tribunal de commerce et d'un tribunal pour enfants.

### Maison d'arrêt centrale
La Maison d'arrêt centrale de Ngaragba se trouve dans le 7e arrondissement  qui peut contenir jusqu'à 400 détenus . Elle a été réhabilitée en 2014. On peut aussi voir la maison d'arrêt de Bimbo conçu pour la détention des femmes.

## Économie
Bangui est le centre commercial du pays.
Pendant la Seconde Guerre mondiale, le pays s'est enrichi grâce à l'augmentation des exportations de caoutchouc, de coton, de café, d'uranium et de diamants. Après la guerre, l'emploi de la population locale dans l'administration traditionnelle a conduit au développement de l'infrastructure du pays, ce qui a accru le commerce tout en ralentissant le mouvement national d'indépendance.
Pendant la présidence de David Dacko de 1960 à 1966, il y a eu une augmentation significative de la production de diamants. Cela s'est produit lorsque le monopole des sociétés concessionnaires françaises a pris fin avec une loi autorisant les citoyens locaux à creuser pour trouver des diamants. Après que David Dacko a installé une usine de taille de diamants à Bangui, les diamants sont devenus la principale exportation du pays. Mais à la fin de son mandat de cinq ans, la corruption endémique et l'indiscipline financière ont entraîné des salaires impayés et des troubles civils. Jean Bedel Bokassa a pris le pouvoir à l'issue d'un coup d'État militaire en 1966.
Parallèlement, Bangui est également devenu le centre clé de l'activité sociale et culturelle de la région, lorsque de nouvelles institutions ont été créées dans la ville.
Cependant, les troubles politiques dans le pays, la corruption endémique et le régime dictatorial du président Bokassa centré dans la ville ont entraîné une récession économique dans les années 1970, exacerbée par une chute des prix internationaux de ses principales exportations. Cet appauvrissement de la population et les conflits graves, encore aggravés par l'émigration des réfugiés en provenance des pays voisins en difficulté.
Bangui a ouvert sa première banque en 1946 lorsqu'une succursale de la Banque de l'Afrique de l'Ouest y a été fondée.
Les commerçants arabes y étaient prédominants, Bangui et c'était un centre important pour le commerce de l'ivoirE.
Les industries de Bangui manufacturent les textiles, les produits alimentaires, la bière, les chaussures, et le savon. Les exportations principales sont le diamant, le coton, le bois, le café, et le sisal.

## Transports

### Transports aériens
Dotée de l'aéroport international de Bangui, de liaisons fluviales, et point d'extrémité des principaux axes routiers du pays, Bangui constitue le pôle central des transports de la République centrafricaine.
La première piste d'atterrissage à Bangui a été construite entre 1920 et 1925. L'aéroport international de Bangui (aéroport M'Poko, code AITA : BGF) est situé à 7 kilomètres au nord de la vieille ville, sur l'avenue des Martyrs, entre l'avenue Koudoukou et l'université de Bangui.

### Transports routiers
À partir des années 1920, à l'initiative du Gouverneur Lamblin se constitue un réseau routier reliant la ville aux autres villes et postes administratifs du pays, et au-delà aux pays frontaliers Cameroun, Tchad et Soudan. La route Transafricaine 8 Lagos-Mombasa passe par Bangui.
Bangui est traversé par les routes nationales N1 (Bangui – Bossembélé – Bossangoa – Boguila), N2 (Bangui – Damara – Sibut – Bambari  – Kongbo – Bangassou – Rafaï – Zémio – Obo – Bambouti) et N6  (Bangui – Bobangui – Mbaïki – Boda – Carnot – Berbérati – Gamboula).

### Transports locaux
Plus de 8 000 taxis de couleur jaune, 5 000 minibus, ainsi que des taxis-motos offrent un service de transport de personnes.

### Transports fluviaux
La rivière est navigable presque toute l'année entre Bangui et Brazzaville. De Brazzaville, les marchandises sont transportées par le chemin de fer au port de Pointe-Noire au Congo. Le port fluvial gère la grande majorité du commerce international du pays avec une capacité de 350 000 tonnes[réf. nécessaire] sur les 350 mètres de quais et de 24 000 m2 d'entrepôts.

### Transports ferroviaires
Il y a des projets de connexion de Bangui au chemin de fer du Transcamerounais.

## Santé
La ville de Bangui constitue la région sanitaire no 07 du système national de santé centrafricain. Elle regroupe un total de 55 formations sanitaires. Le secteur public compte 4 hôpitaux centraux et 66 centres de santé. Le secteur privé est constitué de 29 cliniques et cabinets de consultation, 4 dispensaires et 3 cabinets dentaires.
Les 4 hôpitaux centraux de Bangui sont : 
- CNHUB, Centre national hospitalier universitaire de Bangui (1er arrondissement), aussi appelé hôpital général
- Complexe pédiatrique (1er arrondissement)
- Hôpital de l’Amitié, avenue de l’Indépendance (4e arrondissement)
- Hôpital communautaire, avenue des Martyrs (5e arrondissement)

En octobre 1985, une conférence des fonctionnaires de la santé publique, incluant les représentants des centres pour le contrôle et la prévention des maladies des États-Unis et de l'Organisation mondiale de la Santé, s'est réuni dans la ville de Bangui et a défini les symptômes du sida en Afrique comme des « fièvres prolongées pendant un mois ou plus, une perte de poids de plus de 10 % et une diarrhée prolongée ». Environ la moitié des cas en Afrique basée sur la définition de Bangui sont séropositifs.

## Enseignement
Dans le système éducatif en République centrafricaine, La scolarité est obligatoire pour les enfants âgés de 6 à 14 ans. Le système éducatif français est la norme et le français est la langue d'enseignement, la langue sango soit promue dans les écoles.
Dans l'est de la ville se trouve le Lycée français Charles de Gaulle, fondé le 1er septembre 1992.
Plusieurs personnalités ont étudié dans la ville. L'écrivain Calixthe Beyala a étudié au Lycée des Rapides,.

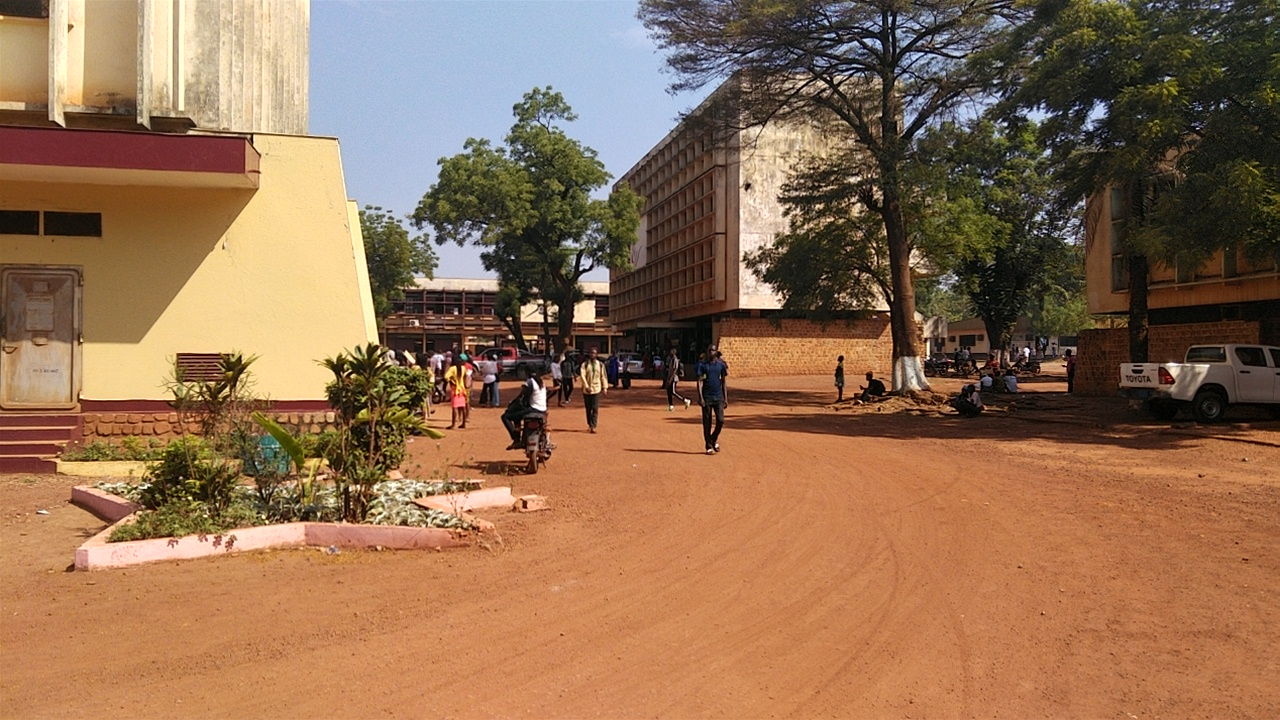
Vue de l'université de Bangui, avenue des Martyrs

L’Université de Bangui a été fondée en 1969 par le président Jean-Bédel Bokassa qui lui a donné son nom. Elle a ouvert ses portes en 1970,,. Établissement public, l'université dispense un enseignement non agricole en République centrafricaine. Depuis 1981, la bibliothèque universitaire se trouve dans un bâtiment séparé qui abrite ses collections de sciences, de littérature et de droit. La faculté de médecine de l'université possède sa propre bibliothèque.
Les autres établissements d'enseignement sont l'École nationale des arts et l'École centrale d'agriculture, l'École nationale d'administration et de magistrature, EUCLIDE (Pôle Universitaire Euclide) ainsi que de nombreuses écoles religieuses et techniques.

## Culture
- Le musée national Barthélemy-Boganda est installé depuis 1964 dans l'ancienne résidence du fondateur de la République centrafricaine, avenue Boganda, dans le 2e arrondissement.
- La colline et la plaine, la rivière Oubangui et le patrimoine colonial bâti de la ville de Bangui constituent un site inscrit sur la liste indicative en vue de son inscription au Patrimoine mondial de l'Unesco depuis le 11 avril 2006[44].

## Religions
Parmi les lieux de culte, il y a principalement des églises et des temples chrétiens. Le respect de la laïcité est prise en compte.
Les congrégations principales sont : Église évangélique luthérienne de République centrafricaine (Fédération luthérienne mondiale), Église évangélique baptiste en République centrafricaine (Alliance baptiste mondiale), Archidiocèse de Bangui (Église catholique) .
Les principales églises de Bangui sont la Cathédrale Notre-Dame-de-l'Immaculée-Conception de Bangui, l'église de Fatima et Notre-Dame d'Afrique.
les principales mosquées musulmanes sont la mosquée de Lakouanga et la Grande Mosquée de Bangui.

## Sports

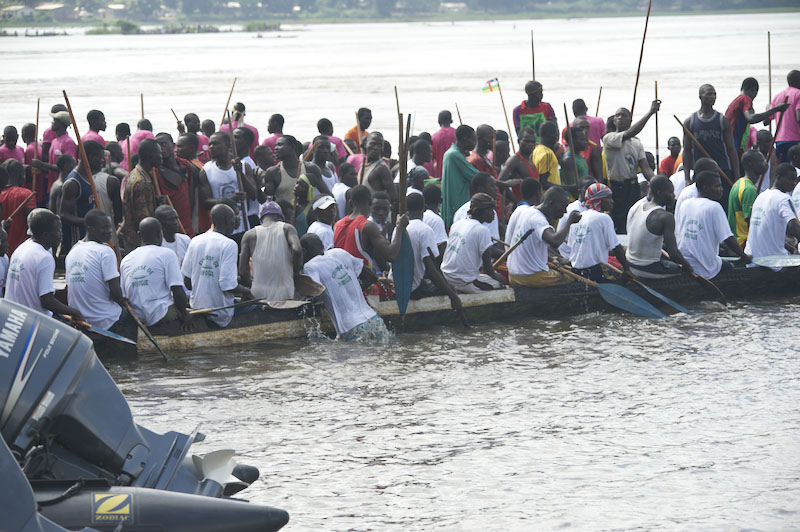
Course de pirogues sur la rivière Oubangui à Bangui..

Le sport le plus populaire de Bangui est le basket-ball.
Bangui a accueilli le Championnat d'Afrique de basket-ball 1974, où l'équipe nationale de basket-ball de la République centrafricaine a remporté l'un de ses deux titres continentaux.
Le football est aussi très populaire. Des hommes et des femmes de Bangui et de tout le pays ont participé aux Jeux olympiques depuis 1968 ainsi qu'à de nombreuses manifestations internationales.
Les habitants organisent également des courses de bateaux avec des centaines de participants sur la rivière Oubangui, ce qui constitue une attraction populaire importante.
Le principal stade de la ville est le complexe sportif Barthélemy-Boganda.
Les autres grands stades sont le Stade Bonga-Bonga et le Stadium Athletics Field.

## Monuments
- Monument des martyrs
- Monument Omar Bongo Odimba
- Monument Barthélémy Boganda
- Monument de la paix

## Jumelage
| Ville | Ville  | Pays | Pays     | Période     |
| ----- | ------ | ---- | -------- | ----------- |
|       | Chécy  |      | France   | depuis 2010 |
|       | Dodoma |      | Tanzanie |             |

## Personnalités liées à la ville
- Jude Bondèze (1957-2010) est né le 27 août 1957 à Bangui.
- Élie Doté, premier ministre[49]
- Eloge Enza Yamissi, footballeur[50]
- Manassé Enza-Yamissi, footballeur[51]
- André Kolingba, ex président de la république, et président du RDC[52]
- Anicet Lavodrama, joueur de basketball[53]
- Joachim N'Dayen, archevêque de l'archidiocèse catholique romain de Bangui[54]
- Nathalie Tauziat, joueuse de tennis[55]
- Romain Sato, joueur de basketball[56]
- Thérèse Dejean (1946-), avocate et magistrate centrafricaine, y a étudié.
- Faustin-Archange Touadéra (1957-), homme d'état centrafricain et président de la République centrafricaine depuis 2016.
- Cédric Ouanekponé (1986-), médecin centrafricain.

## Galerie

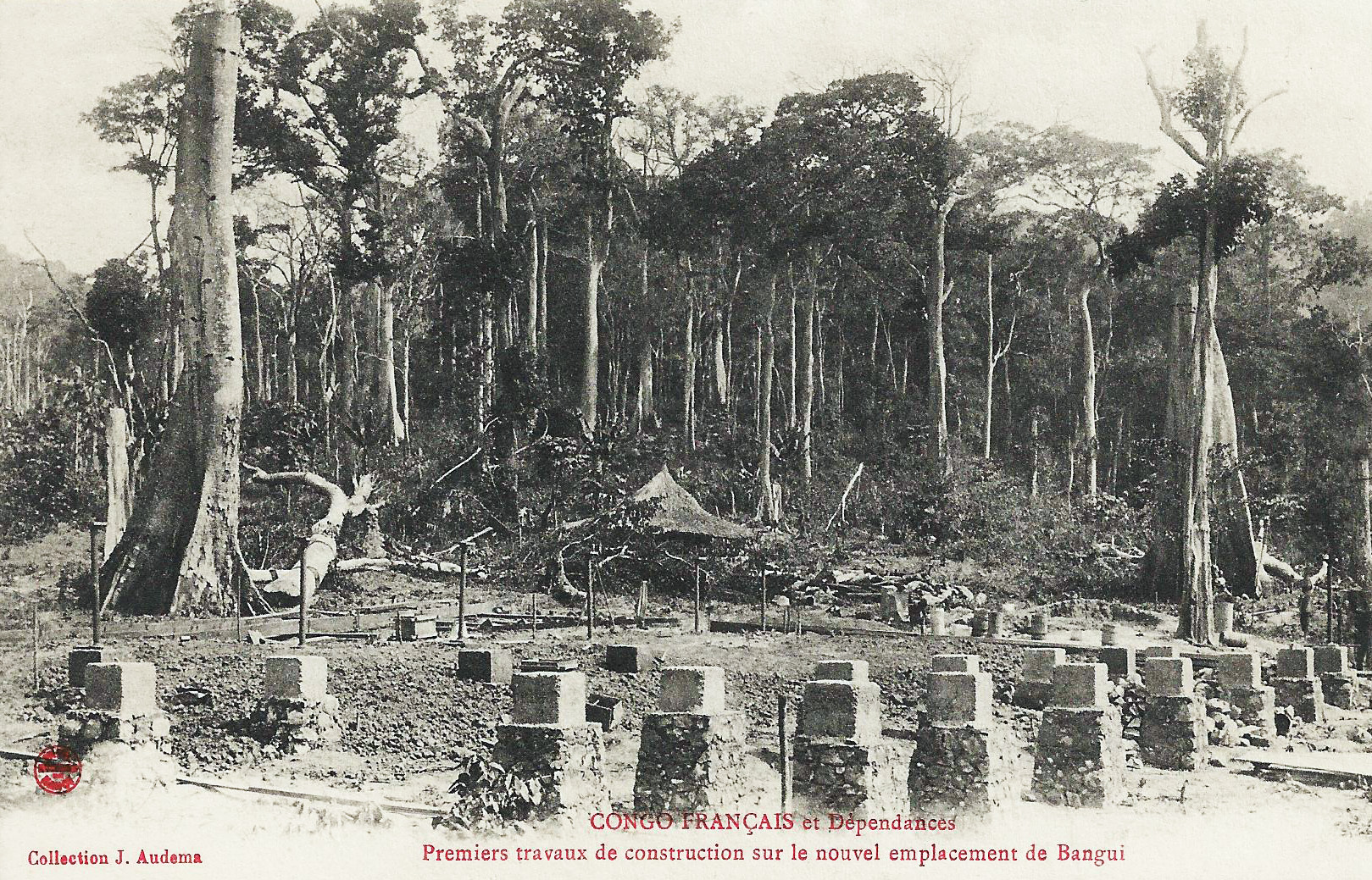
Premiers travaux de construction sur le nouvel emplacement de Bangui (Congo français), entre 1896 et 1910
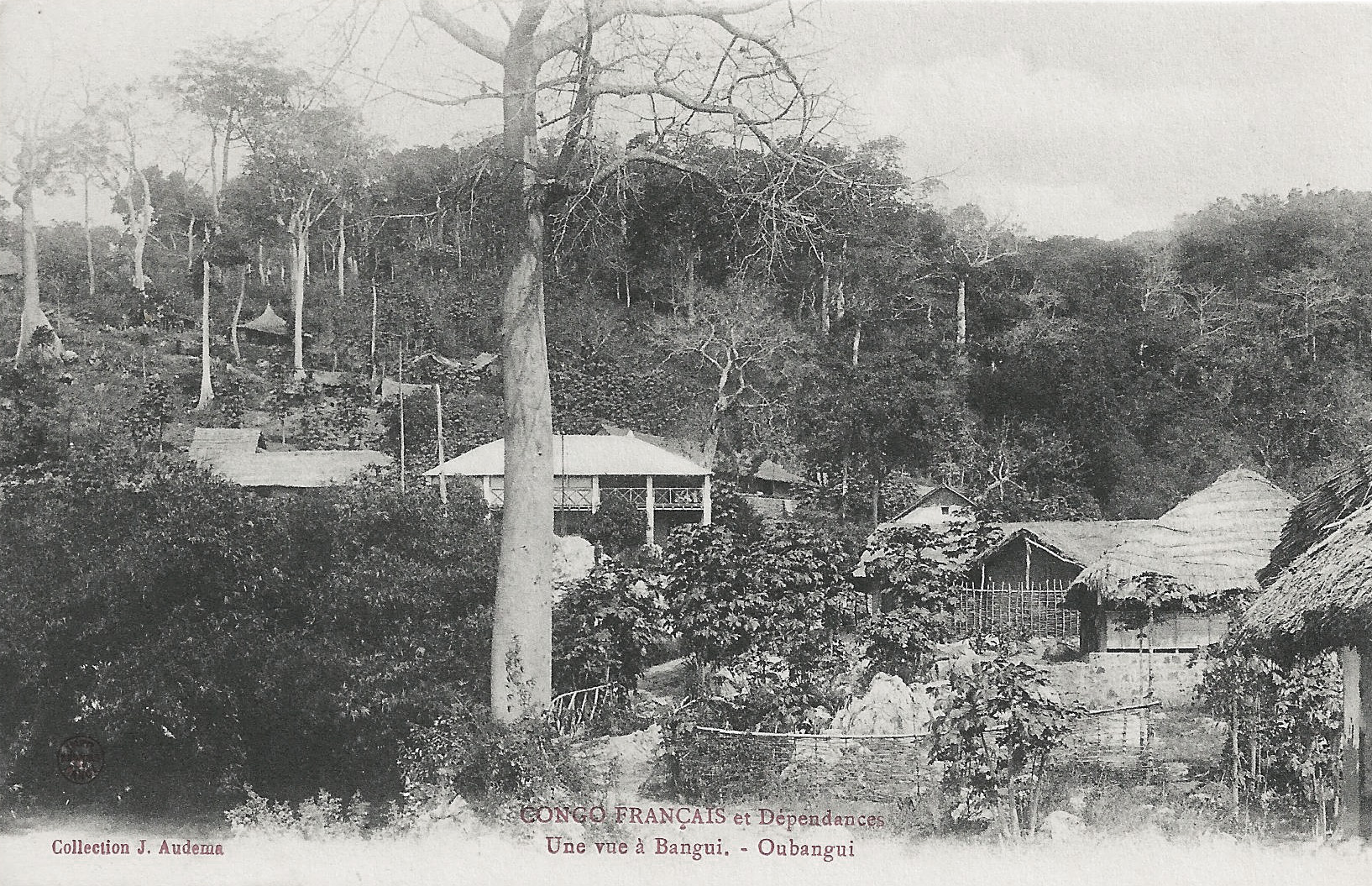
Une vue à Bangui (sur l'Oubangui), entre 1896 et 1910
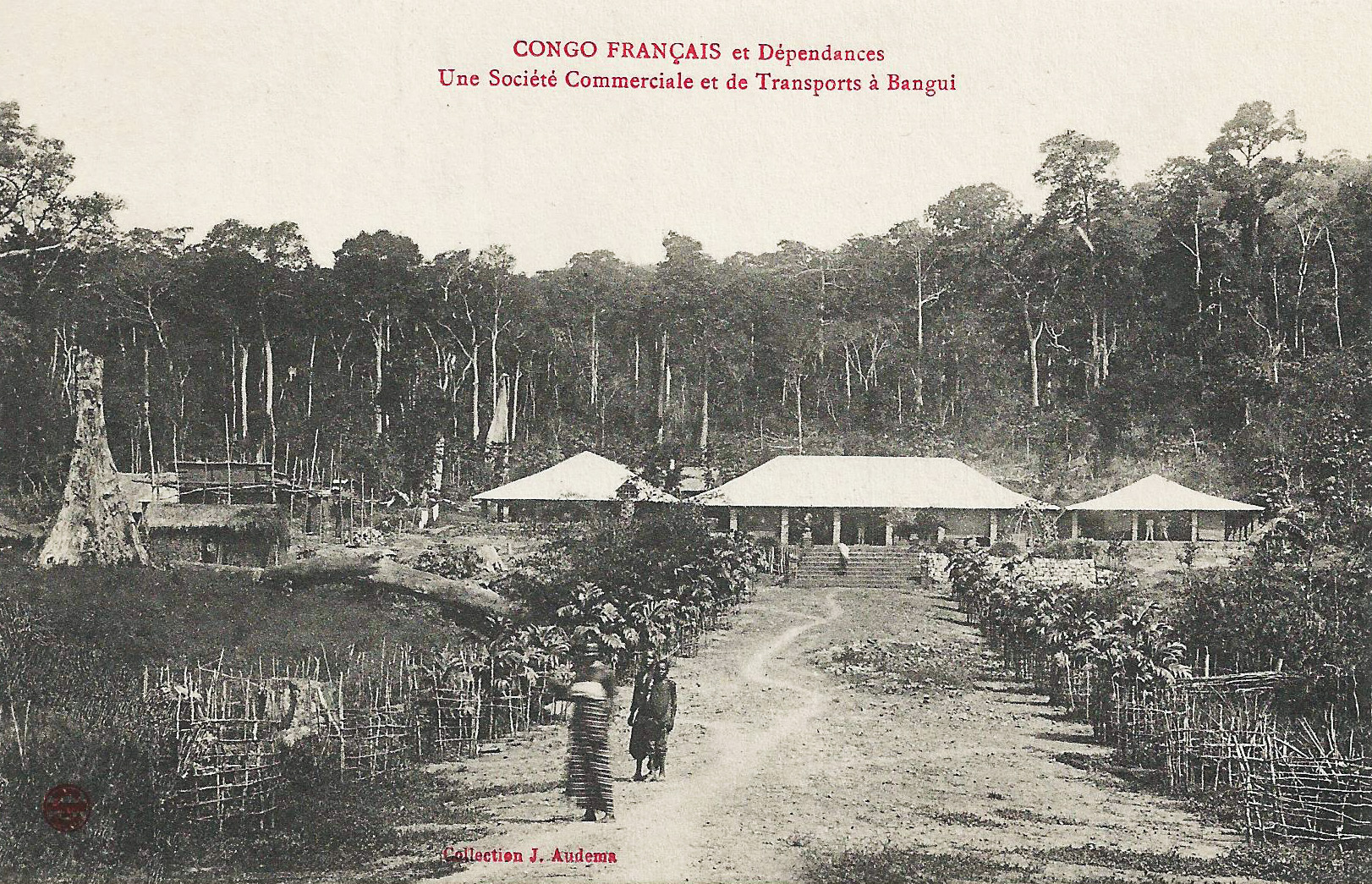
Une société commerciale et de transports à Bangui, entre 1896 et 1910
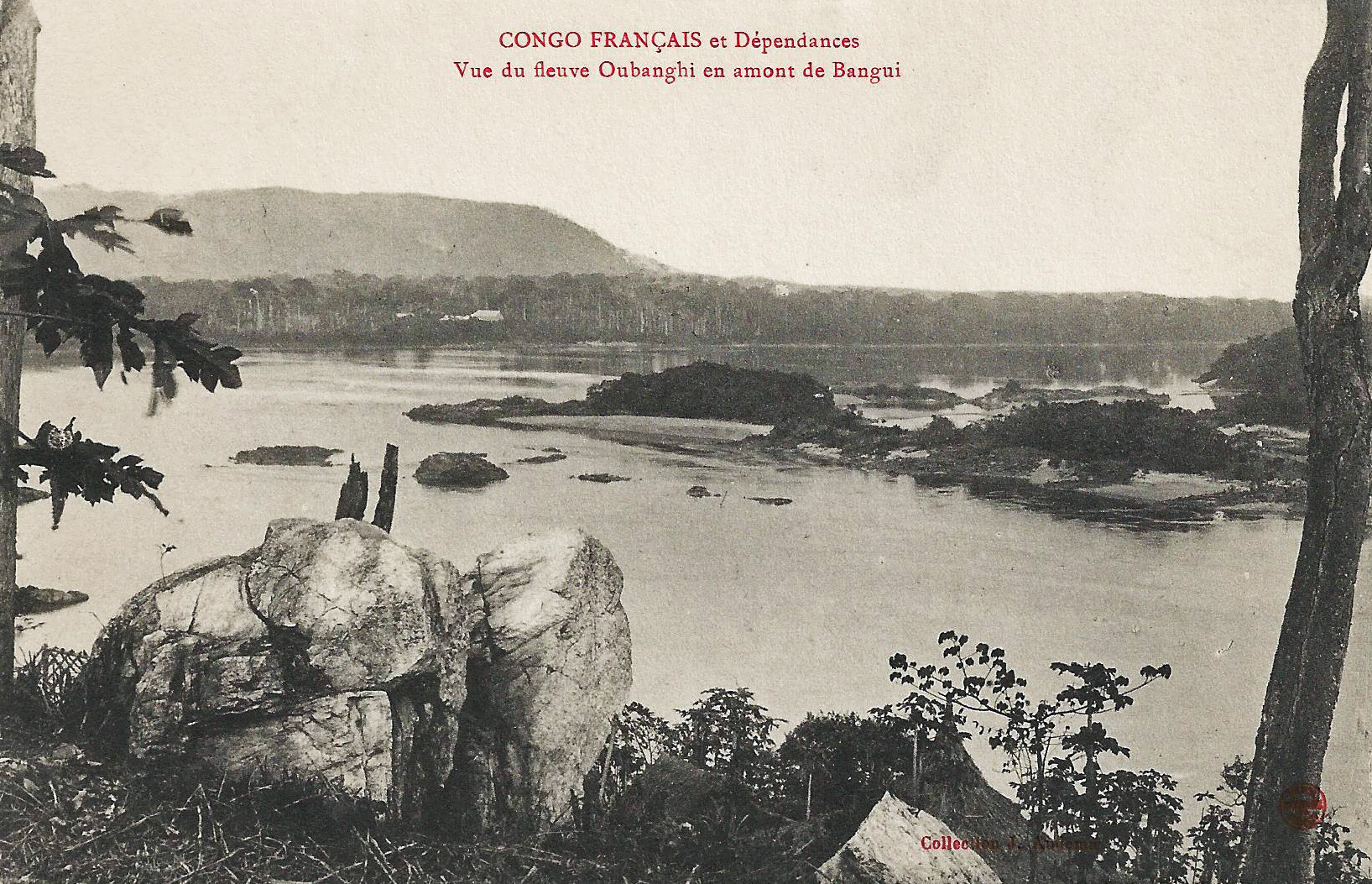
Vue de la rivière Oubangi en amont de Bangui, entre 1896 et 1910
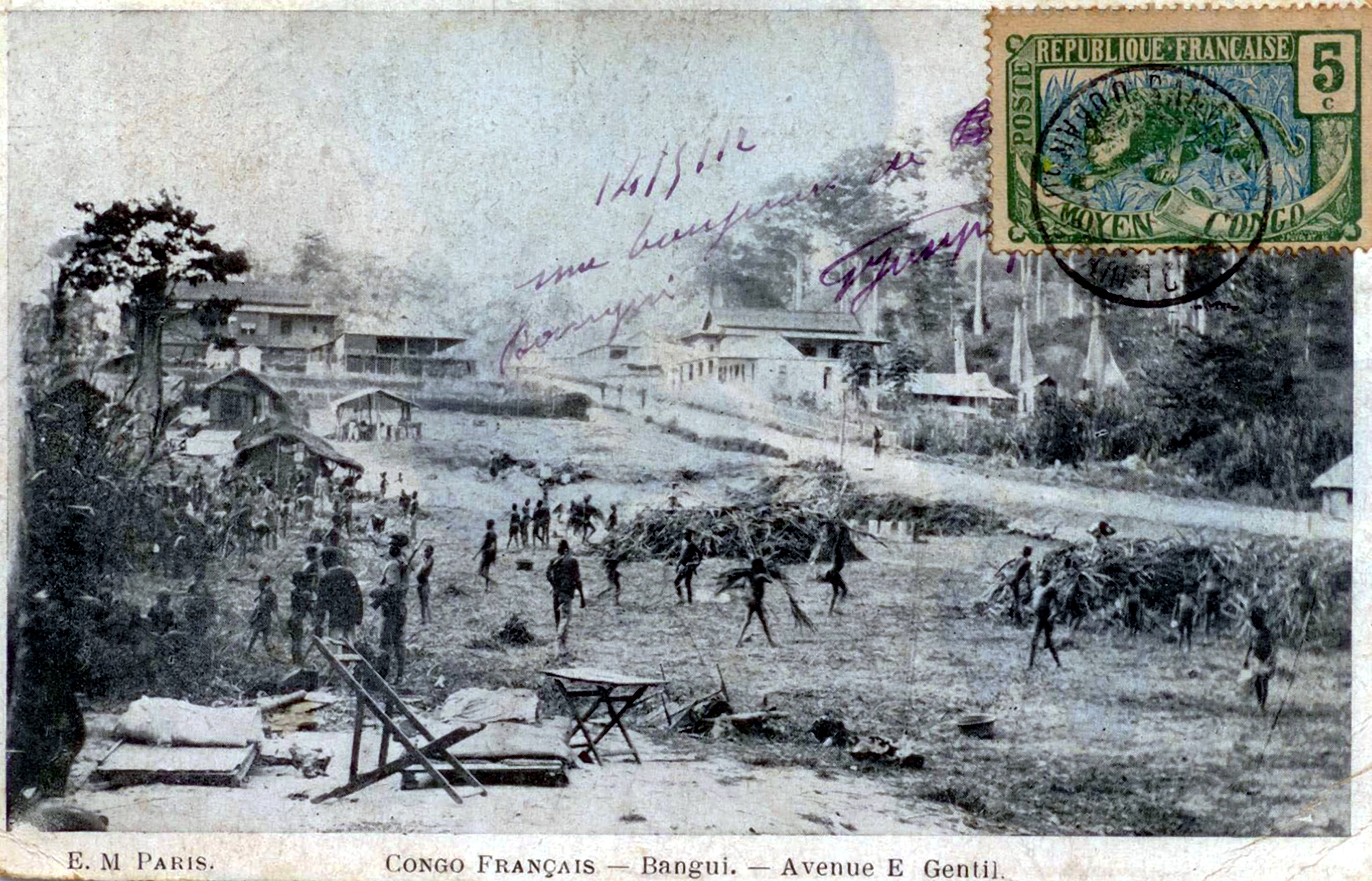
Activités agricoles sur l'Avenue Émile Gentil, 1912
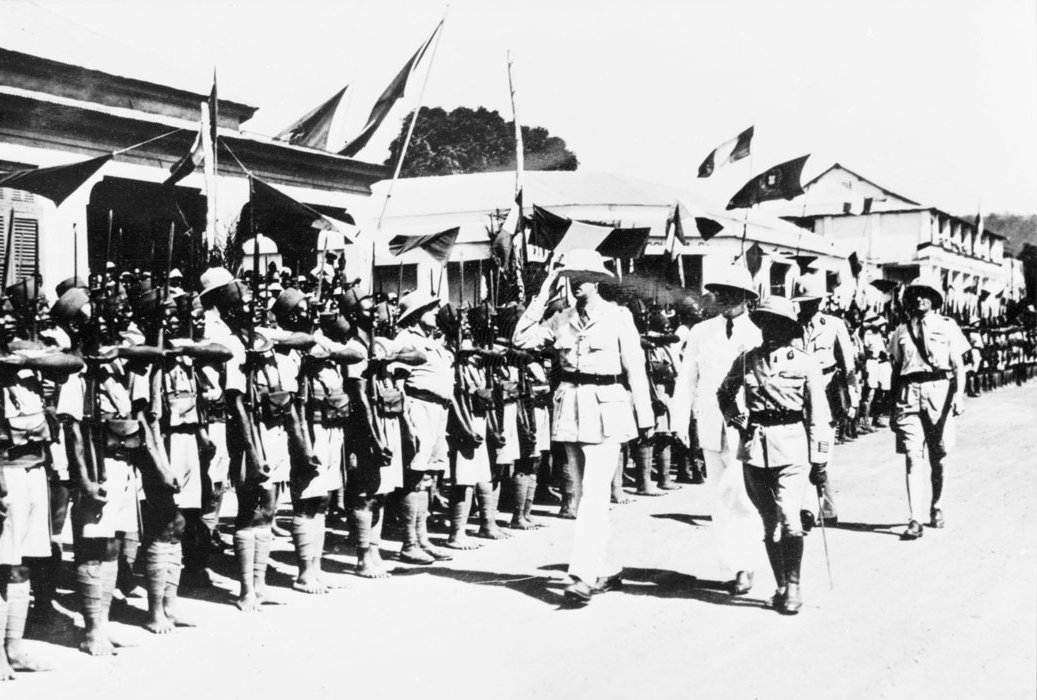
De Gaulle à Bangui, 1940
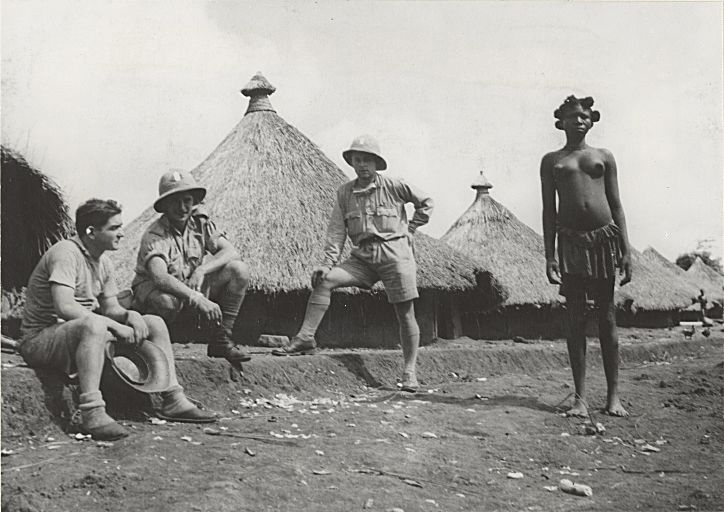
Soldats des Forces Françaises Libres près de Bangui, 1940
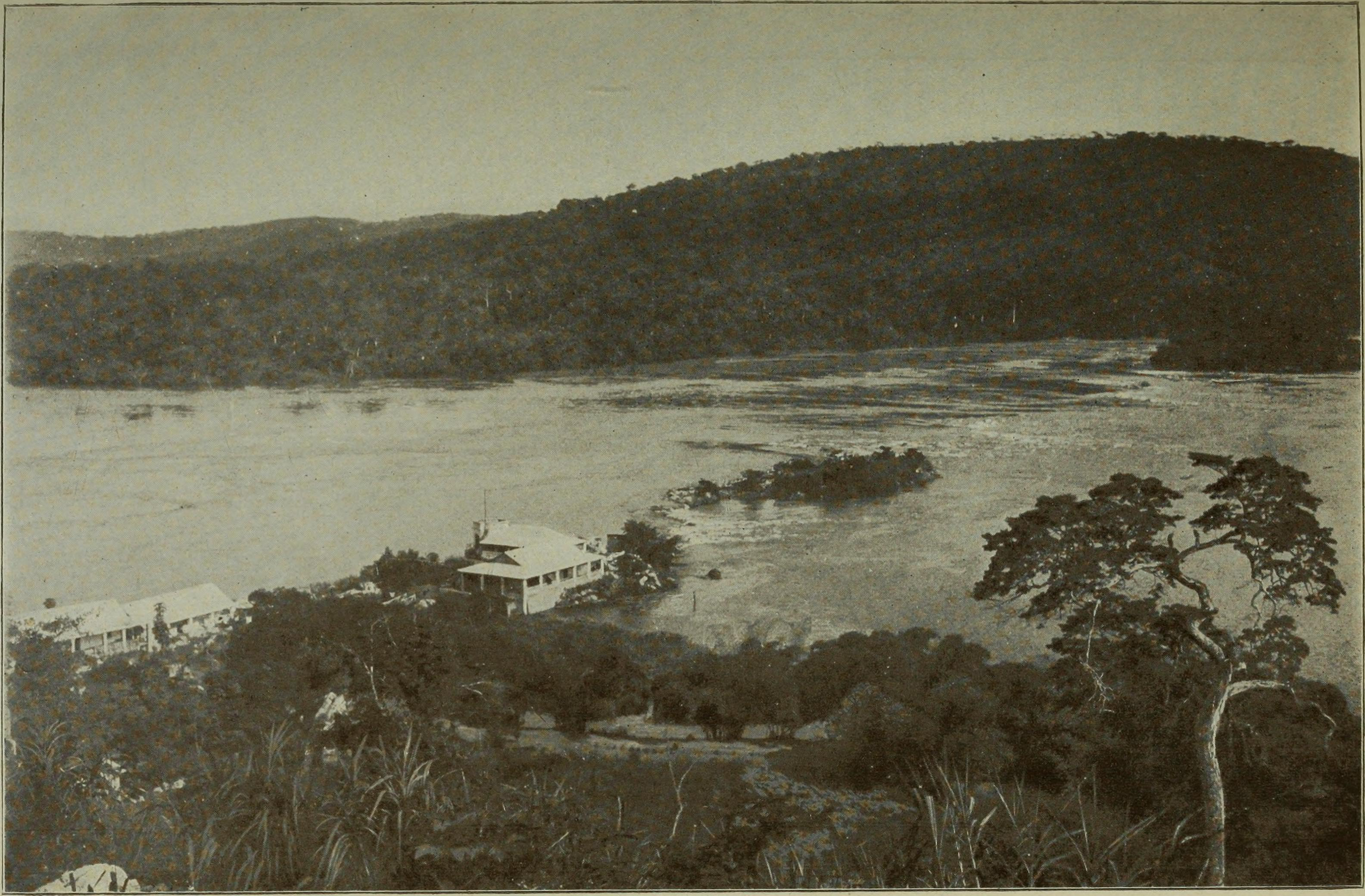
Les rapides de Bangui, 1913
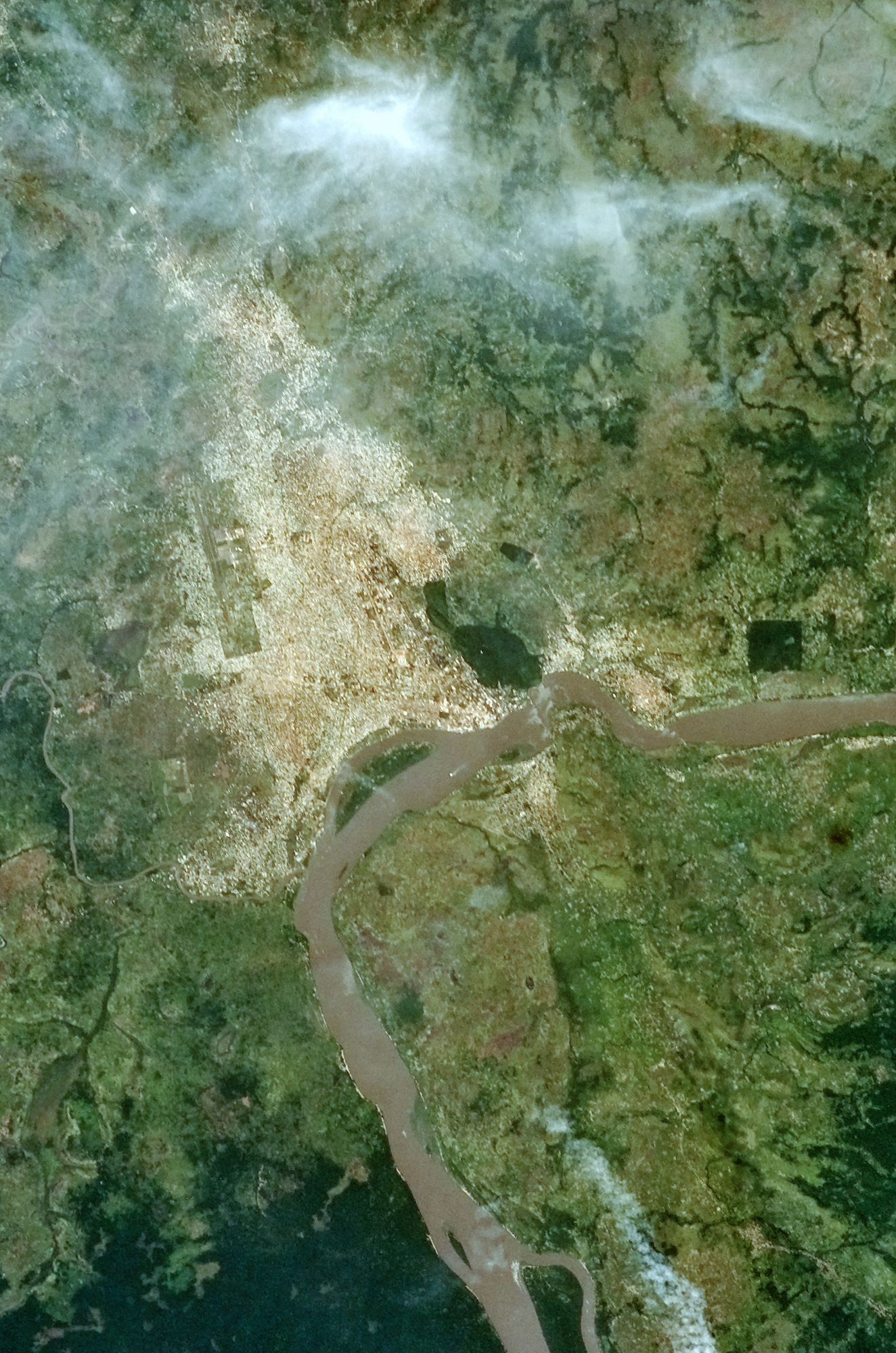
Bangui vue de l'espace, novembre 2005
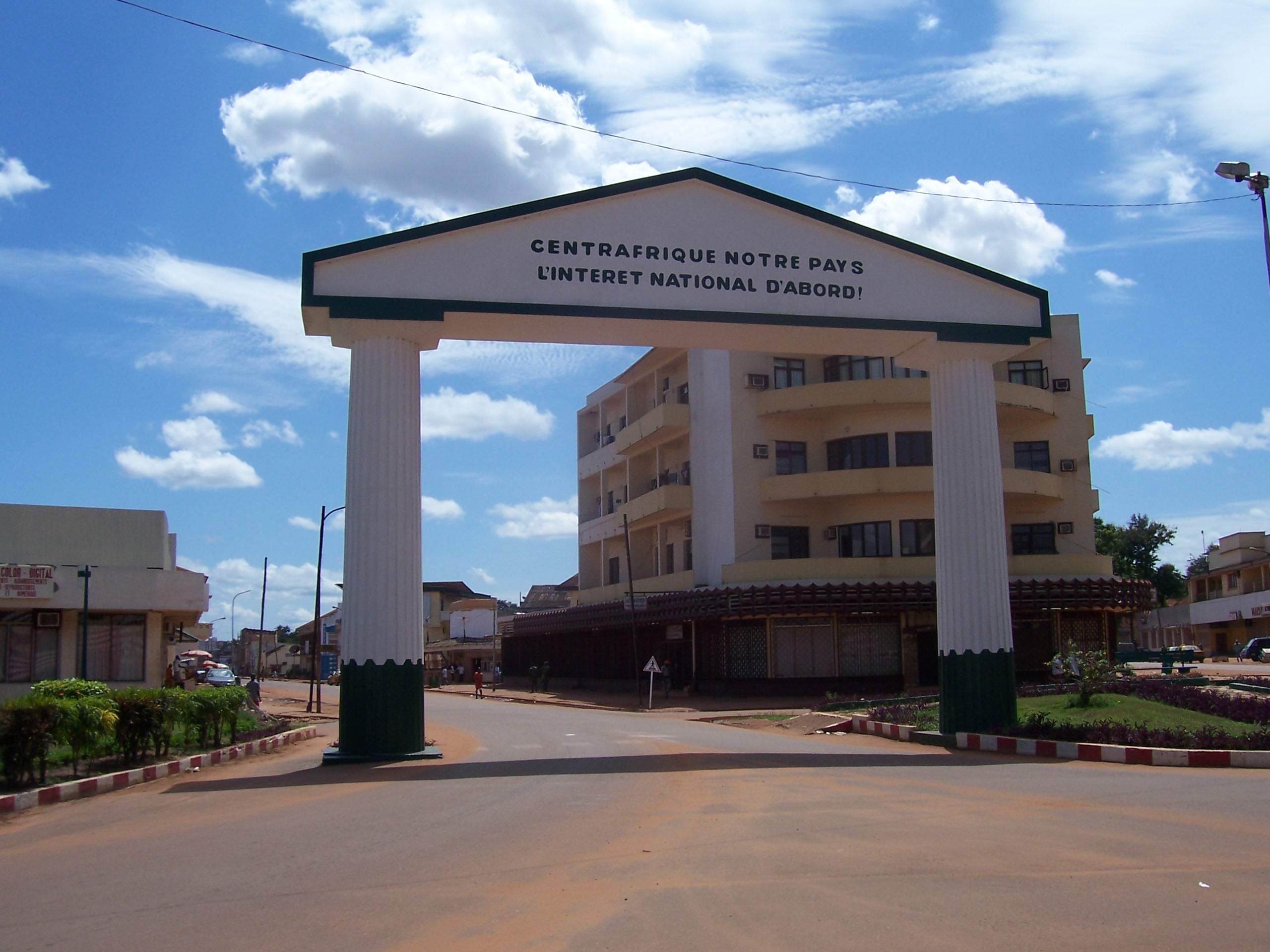
Vue de l'entrée du quartier universitaire
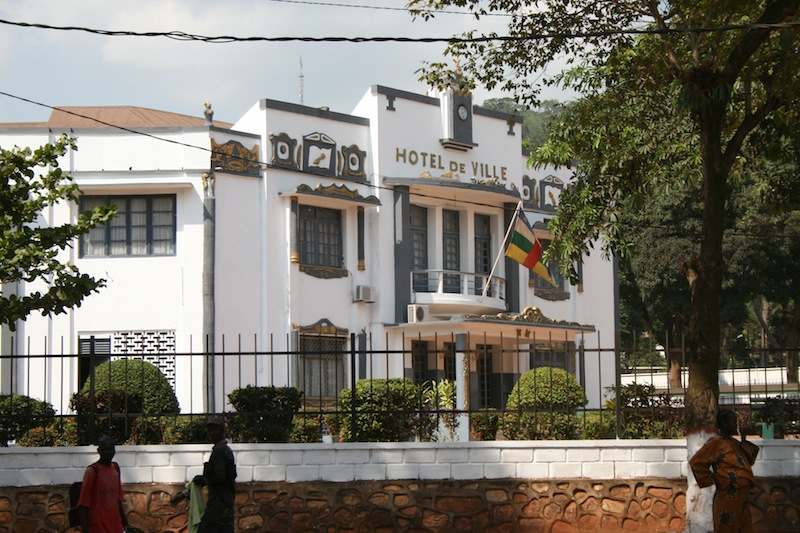
Hôtel de Ville, 2010
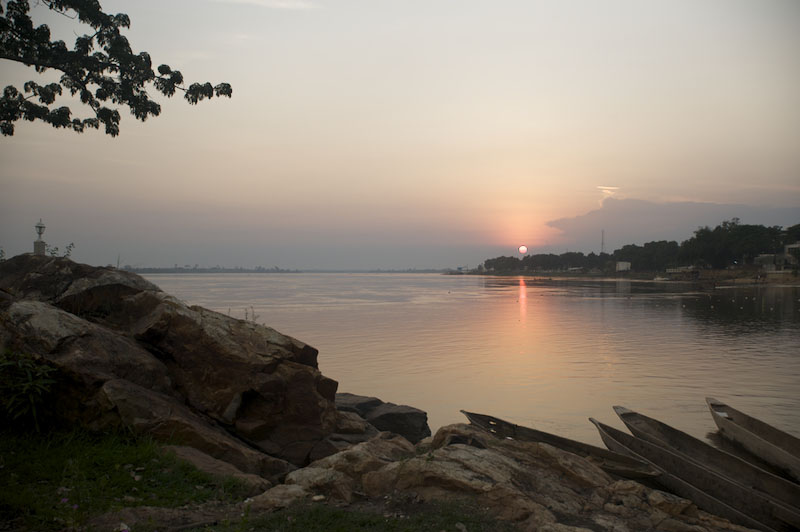
Coucher de soleil sur la rivière Oubangui, novembre 2010
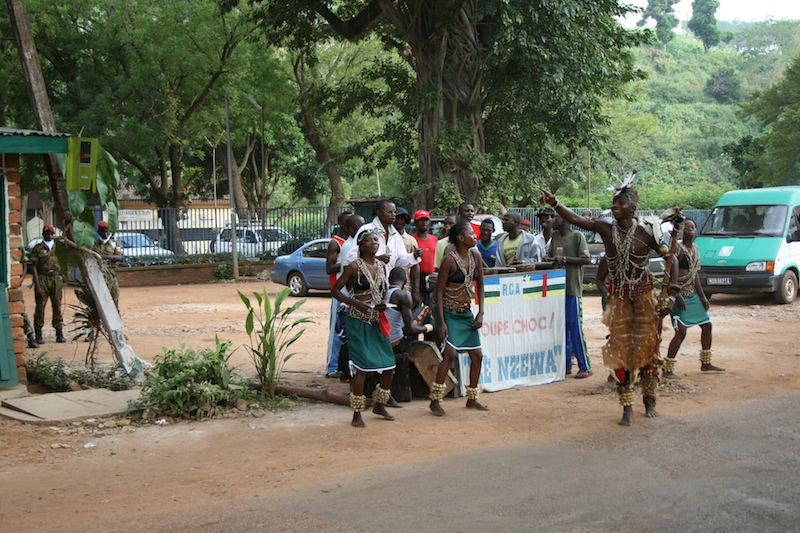
Danseurs folkloriques, 2010
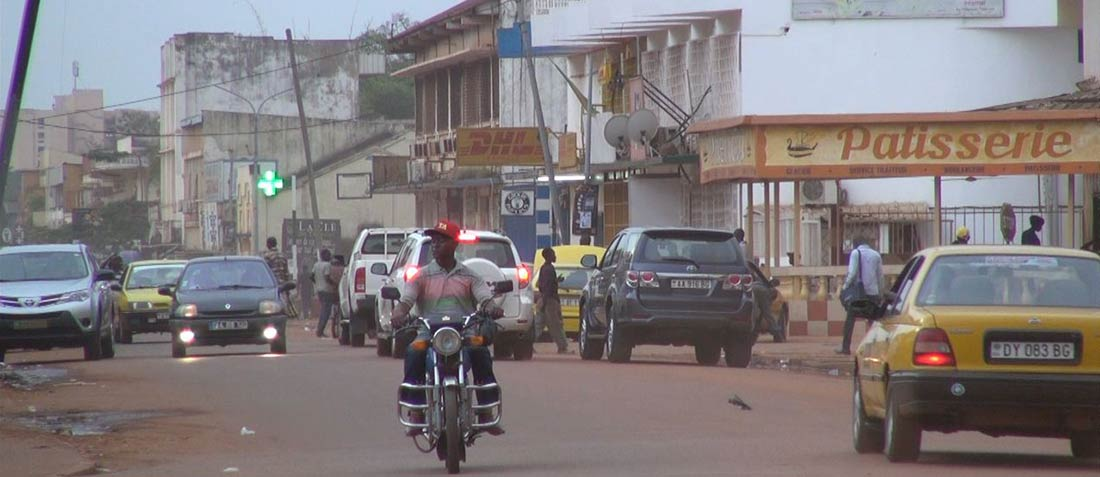
Une artère principale de Bangui, 2014
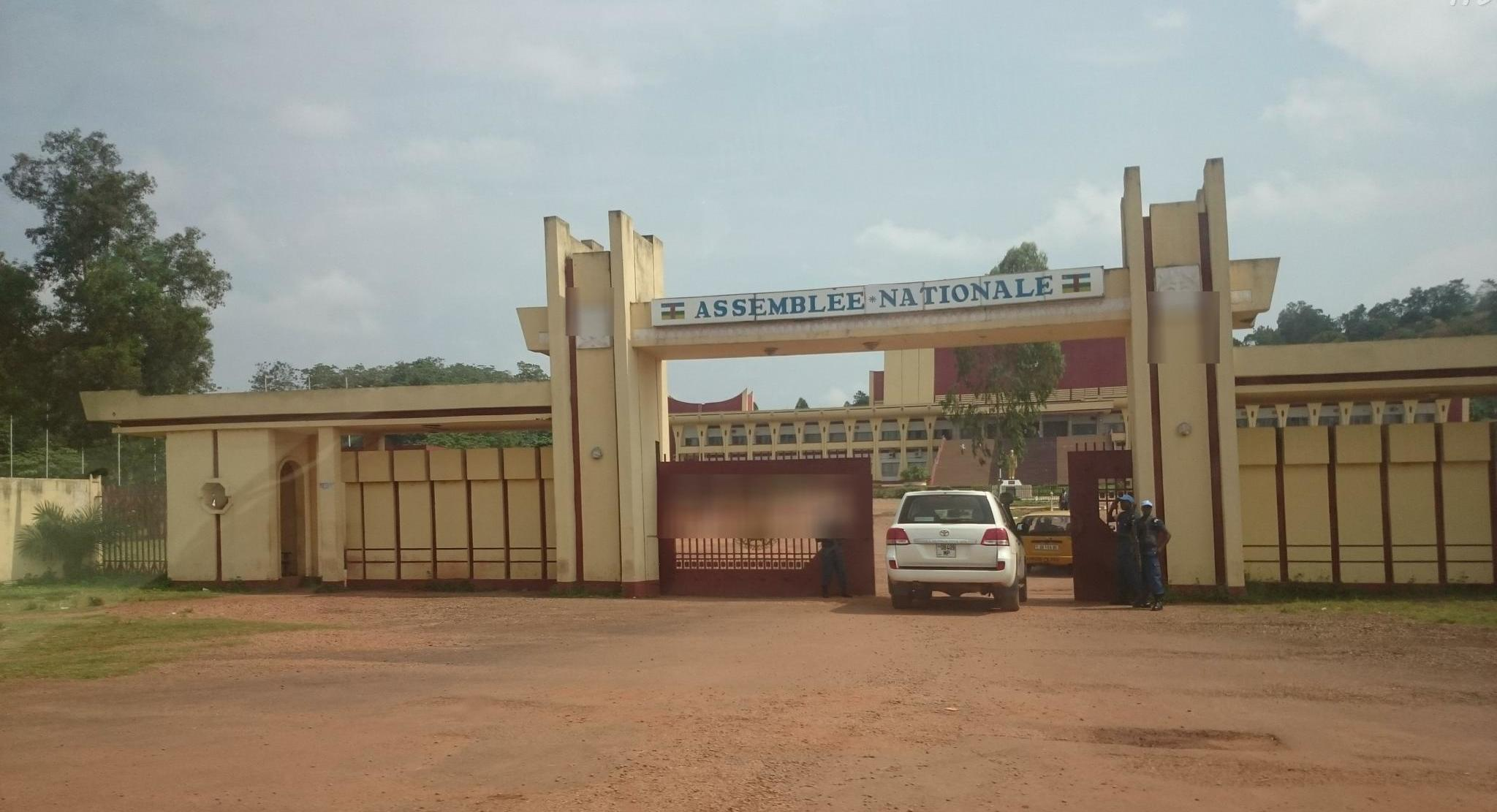
Assemblée Nationale de RCA, sur la RN2, 2014
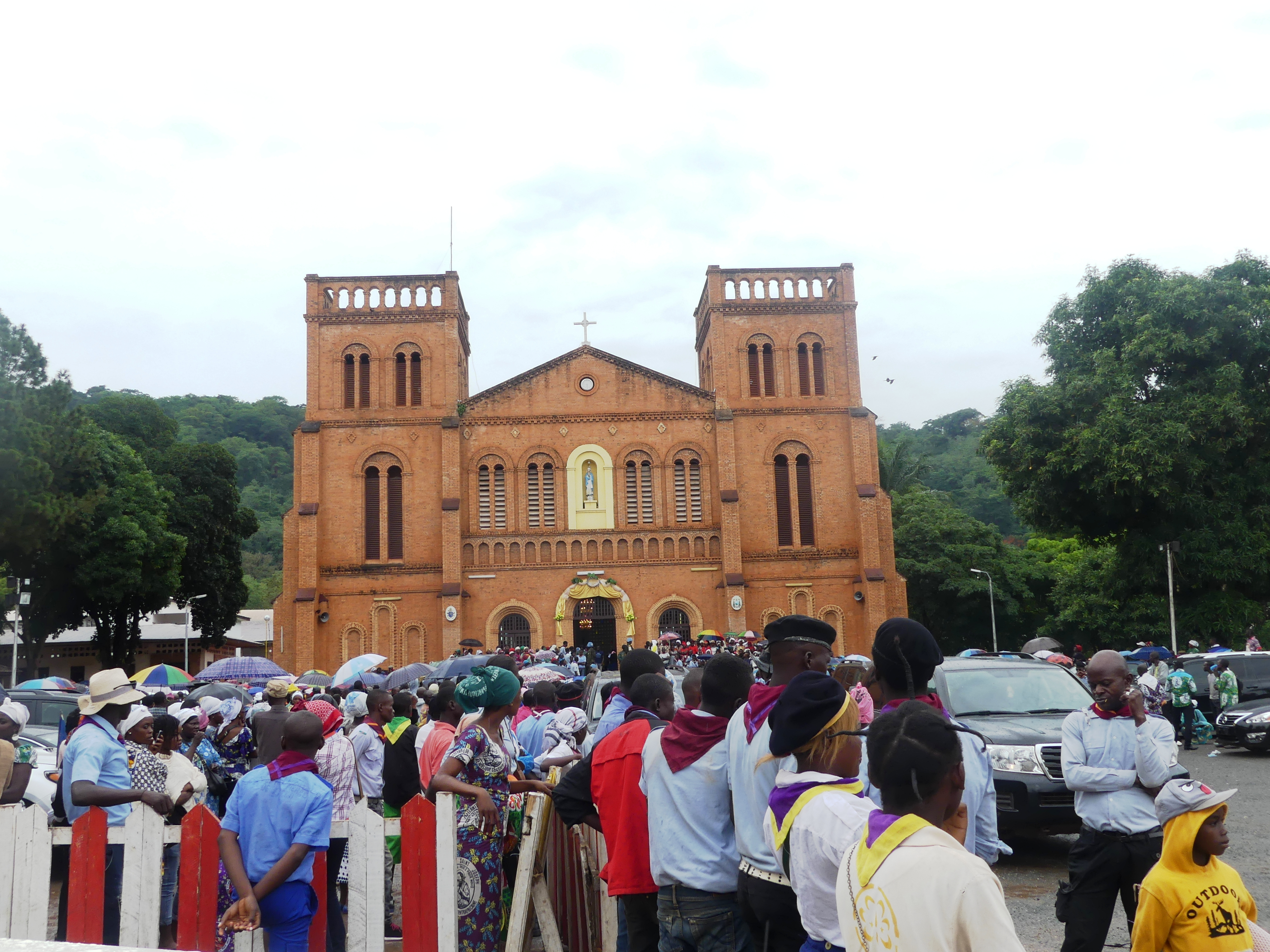
Une foule devant la Cathédrale de Bangui.